# Жолобок (Люблінське воєводство)
Жолобок (пол. Żłobek) — село в Польщі, у гміні Володава Володавського повіту Люблінського воєводства. Населення — 126 осіб (2011).

## Історія
За даними етнографічної експедиції 1869—1870 років під керівництвом Павла Чубинського, у селі переважно проживали греко-католики, які розмовляли українською мовою.
У 1921 році село входило до складу гміни Собібор Володавського повіту Люблінського воєводства Польської Республіки.
У 1975—1998 роках село належало до Холмського воєводства.

## Демографія
За переписом населення Польщі 10 вересня 1921 року в селі налічувалося 27 будинків та 152 мешканці, з них:
- 71 чоловік та 81 жінка;
- 128 православних, 24 римо-католики;
- 128 українців, 24 поляки.

Демографічна структура станом на 31 березня 2011 року:
|          | Загалом | Допрацездатний вік | Працездатний вік | Постпрацездатний вік |
| -------- | ------- | ------------------ | ---------------- | -------------------- |
| Чоловіки | 62      | 9                  | 47               | 6                    |
| Жінки    | 64      | 12                 | 37               | 15                   |
| Разом    | 126     | 21                 | 84               | 21                   |